# Syngamia falsidicalis
Syngamia falsidicalis is een vlinder uit de familie van de grasmotten (Crambidae), uit de onderfamilie van de Spilomelinae. De wetenschappelijke naam van deze soort is voor het eerst voorgesteld als Asopia falsidicalis door Francis Walker in een publicatie uit 1859.
De soort komt voor in Congo-Kinshasa, Rwanda, Zimbabwe, Sri Lanka, China en Taiwan.